# Монц, Джаред
Джаред Монц (англ. Jared Montz; род. 26 декабря 1982, Мандевилль, Луизиана) — американский футболист, защитник.

## Клубная карьера
Родился в Мандевилле, Луизиана. В 2001 году поступил в Линнский университет. В 2003 году привёл футбольную команду университета к победе в Дивизионе II NCAA. Во время обучения параллельно выступал в Премьер-лиге развития за клуб «Нью-Орлеан Шелл Шокерс».
В 2005 году присоединился к клубу MLS «Чикаго Файр». Единственный матч провёл 11 июня 2006 года против «Нью-Инглэнд Революшн», заменив на 77-й минуте Энди Эррона. В 2007 году перешёл в клуб Первого дивизиона ЮСЛ «Ванкувер Уайткэпс». Единственный матч сыграл 28 апреля 2007 года против «Калифорния Виктори». Спустя год перешёл в «Пуэрто-Рико Айлендерс», за которых дебютировал 7 июня 2007 года в игре с «Майами». По окончании сезона завершил карьеру.

## Личная жизнь
После завершения карьеры в 2009 году открыл онлайн-школу футбола, которой руководит по настоящее время.